# Hermann Rüfenacht
Pour les articles homonymes, voir Rüfenacht.
Carl Hermann Rüfenacht, né le 28 juin 1867 à Berne et mort le 22 février 1934 dans la même ville, est un diplomate suisse, notamment ambassadeur à Berlin de 1922 à 1932.

## Histoire
Après des études de droit à l'université de Berne, Hermann Rüfenacht s'engage dans une carrière d'avocat, jusqu'au début des années 1920.
De 1922 à 1932, il est ambassadeur de Suisse à Berlin, et entretient les relations diplomatiques avec le Reich allemand. Membre du parti radical-démocratique, il est également député au Conseil de ville de Berne de 1900 à 1904, puis au Grand Conseil bernois jusqu'en 1922.

## Sources
- (de) Cet article est partiellement ou en totalité issu de l’article de Wikipédia en allemand intitulé « Hermann Rüfenacht » (voir la liste des auteurs).
- Sarah Brian Scherer, « Rüfenacht, Carl Hermann » dans le Dictionnaire historique de la Suisse en ligne, version du 26 mai 2010.